# Fumie Kurotori
Fumie Kurotori –en japonés, 黒鳥文絵, Kurotori Fumie– (Funabashi, 6 de agosto de 1975) es una deportista japonesa que compitió en natación. Ganó una medalla de oro en el Campeonato Pan-Pacífico de Natación de 1995, en la prueba de 400 m estilos.

## Palmarés internacional
| Campeonato Pan-Pacífico | Campeonato Pan-Pacífico  | Campeonato Pan-Pacífico | Campeonato Pan-Pacífico |
| Año                     | Lugar                    | Medalla                 | Prueba                  |
| ----------------------- | ------------------------ | ----------------------- | ----------------------- |
| 1995                    | Atlanta (Estados Unidos) | Medalla de oro          | 400 m estilos           |